# اللجنة الثلاثية
اللجنة الثلاثية، هي مجموعة نقاش غير حكومية، غير حزبية، أسسها ديفيد روكفلر سنة 1973 لتعزيز التعاون الوثيق بين الولايات المتحدة وأوروبا واليابان. يبلغ عدد الأعضاء الحاليين أكثر من 390 عضو، وتتخذ من واشنطن وباريس وطوكيو مقرات رئيسية لها.

## أهداف اللجنة
- تعزيز التعاون والتبادل بين الولايات المتحدة واوربا واليابان فيما يخدم مصالحها الاقتصادية والسيادية في باقي مناطق العالم
- وضع حلول للمشاكل العالقة والناشئة بين شمال أمريكا وغرب وأوروبا واليابان
- تكون اللجنة قناة لتبادل الخبرات ووجهات النظر
- النظر إلى التضور في العلاقات بين الشرق والغرب

## المؤسسون
ديفيد روكفلر ، هنري كيسنجر وزبغنيو بريجينسكي البروفيسور في جامعة كولومبيا وناصح روكفلر والخبير بالشؤون الدولية، موقعه الأكاديمي لينظم المجموعة مع:
- Henry D. Owen، مدير دراسات الساياسة الخارجية بمعهد بروكلين
- George S. Franklin، مدير مركز هارفارد للشؤون الدولية
- Gerard C. Smith، مفاوض وصهر روكفلر وأول مدير شمال أمريكي للجنة
- Marshall Hornblower، حاكم سابق لولاية بنسلفانيا
- Edwin Reischauer، أستاذ في جامعة هارفارد
- Max Kohnstamm، مركز السياسة الأوروبيةضض

وهناك مؤسسون آخرون: ألن جرينسبان، وبول فولكر وكلاهما مديرين سابقين لصندوق الاحتياط الفدرالي الأمريكي.

## العضوية
تكون العضوية حسب ثقل الأعضاء في كل منظقة/دولة.

شمال أمريكا ممثل ب120 عضو (20 من كندا، 13 من المكسيك، 87 من الولايات المتحدة)

أوروبا 170 عضو، من كل دولة في القارة تقريبا، (20 من ألمانيا، 18 من فرنسا وإيطاليا والمملكة المتحدة، 12 من إسبانيا، 1-6 من باقي الدول)

آسيا واقيانوسيا- في البداية كانت تمثلها اليابان ب20 عضو. إلا أن مجموعة ال85 اليابانية توسعت سنة 2000، لتضم المجموعة الآسيوية-المحيط الهادئ المكونة من 117 عضو كالتالي: 75 اليابان، 11 كوريا الجنوبية، 7 أستراليا ونيوزيلندا، و15 عضو من دول مجموعة آسيان ASEAN (اندونيسيا، ماليزيا، الفلبين، سنغافورة وتايلند). تضم المجموعة الآسيوية-المحيط الهادئ أيضا 9 أعضاء من الصين وهونغ كونغ وتايوان.

حاليا، يوجد بالمجموعة الثلاثية أكثر من 100 عضو من منطقة المحيط الهادي-آسيا.

### أعضاء بارزون
- غراهام تي أليسون، مدير مركز بيلفر للعلوم والشؤون الدولية، وعميد كلية كينيدي بجامعة هارفرد.
- أليسا أيرز، عميدة كلية إليوت للشؤون الدولية بجامعة جورج واشنطن.
- كاثرين بيرتيني، أستاذة في كلية ماكسويل للمواطنة والشؤون العامة.[4][5]
- أنتوني بلينكن، وزير الخارجية الأمريكي منذ عام 2021، وهو ابن دونالد ماير بلينكن وربيب صامويل بيسار.[4][6][7]
- مايكل بلومبرغ، المؤسس والمدير التنفيذي لشركة بلومبرغ إل بّي، وعمدة مدينة نيويورك (2002-2013)، وسميت أكبر كلية للصحة العامة بالولايات المتحدة في جامعة جونز هوبكنز باسمه.
- صوفي بواسار، الرئيسة التنفيذية لمجموعة كوريان.[8]
- روبرت ر. بووي، مدير تخطيط السياسات (1953-1957) في جمعية السياسة الخارجية، والمؤسس المشارك لمركز هارفارد للشؤون الدولية مع هنري كيسنجر، ومستشار وزارة الخارجية (1966-1968)، والعضو في مجلس العلاقات الخارجية، ورئيس قسم الاستخبارات القومية في وكالة الاستخبارات المركزية (1977-1979).[4]
- ليل برينارد، رئيسة المجلس الاقتصادي الوطني للولايات المتحدة، وعضو في مجلس الاحتياطي الفيدرالي، ونائب سابق لوزير الخزانة الأمريكي.
- إيان بريمر، رئيس مجموعة أوراسيا وجي زيرو ميديا.
- نيكولا بروير، دبلوماسية بريطانية والمفوضة العليا لبريطانيا في جنوب إفريقيا، وهي حاصلة على وسام القديس ميخائيل والقديس جرجس.
- إستير بريمر، المديرة التنفيذية والرئيسة التنفيذية للرابطة الوطنية لمرشدي الطلاب الأجانب: رابطة المربين الدوليين، والعضو في المجلس الأطلسي، والمساعدة السابقة لوزير الخارجية للشؤون التنظيمية الدولية.
- مارك بريجينسكي، الرئيس والمدير التنفيذي لشركة بريجينسكي للاستراتيجيات، ابن زبغنيو بريجينسكي، وسفير الولايات المتحدة في السويد (2011-2015).[4]
- زبغنيو بريجينسكي، مستشار الأمن القومي في إدارة كارتر.
- ستيف بونيل، شريك في شركة أوميلفيني ومايرز، ومستشار عام سابق لوزارة الأمن الداخلي.
- ر. نيكولاس بيرنز، سفير الولايات المتحدة إلى الصين منذ عام 2021، وأستاذ وعضو مجلس مركز بيلفر للعلوم والشؤون الدولية في كلية كينيدي بجامعة هارفرد، ومدير مجموعة آسبن الإستراتيجية، ومستشار أول في مجموعة كوهين، وعضو مجلس إدارة شركة إنتغريس، والعضو في مجلس العلاقات الخارجية، والعضو في صندوق الأخوة روكفيلر، وباحث برنامج فولبرايت في كلية الملكة ماري في لندن لسنة 2020، ونائب رئيس مؤسسة ديتشلي الأمريكية، والمستشار الأول في مؤسسة تشاتام هاوس، ووكيل وزارة الخارجية للشؤون السياسية (2005-2008)، وعضو المجلس الأطلسي.[9][10]
- جورج هـ. دبليو. بوش، رئيس الولايات المتحدة (1989-1993)، ونائب رئيس الولايات المتحدة (1981-1989).
- آش كارتر، مدير مركز بيلفر للعلوم والشؤون الدولية في كلية كينيدي بجامعة هارفرد، ووزير الدفاع الأمريكي (2015-2017)، وعضو مجلس العلاقات الخارجية، ومجموعة آسبن الإستراتيجية، والمدير الشرفي للمجلس الأطلسي.
- جيمي كارتر، رئيس الولايات المتحدة (1977-1981).
- جان شاريه، شريك في شركة مكارثي تيترو، ورئيس وزراء كيبيك السابق، والعضو في المجلس الخاص للملكة بكندا.
- مايكل تشيرتوف، رئيس ومؤسس مشارك في مجموعة تشيرتوف، ووزير الأمن الداخلي (2005-2009)، والقاضي في الدائرة الثالثة لمحكمة استئناف الولايات المتحدة (2001-2003)، ومساعد المدعي العام لقسم الجريمة بوزارة العدل (2003-2005).[4]
- ريمون كريتيان، مستشار إستراتيجي في شركة فاسكن، ورئيس سابق لمجلس العلاقات الخارجية في مونتريال، ووكيل سابق في وزارة الدولة للشؤون الخارجية، وسفير كندي سابق في الكونغو وبلجيكا والمكسيك والولايات المتحدة وفرنسا، وهو ابن شقيق جان كريتيان.
- هايدي كريبو-ريديكر، كبيرة الاقتصاديين السابقة في وزارة الخارجية الأمريكية، ومساعدة سابقة لوزير الخارجية، وزميل أول في مجلس العلاقات الخارجية.
- هيليما كروفت، المديرة التنفيذية لشركة آر بي سي كابيتال ماركتس.
- لي كولوم، صحفية في بّي بي إس.
- كارولين دانييل، صحفية بريطانية في فايننشال تايمز.
- جون م. دويتش، مدير وكالة الاستخبارات المركزية (1995-1996)، وعضو مجموعة آسبن الإستراتيجية.
- بولا دوبريانسكي، زميل أول في مركز بيلفر بجامعة هارفرد، ووكيلة سابقة في وزارة الخارجية الأمريكية للشؤون العالمية.
- ويندي دوبسون، أستاذة متقاعدة في كلية روتمان للإدارة بجامعة تورنتو.[11]
- هيدلي دونوفان، رئيس تحرير سابق في مجلة تايم.
- نينا إيستون، المديرة التنفيذية المشاركة لشركة سيلر إيستون، ورئيسة التحرير السابقة لمجلة فورتشن في واشنطن.
- جيفري إبستين، مدير سابق لأحد الصناديق الائتمانية، أدين بتهمة الاتجار الجنسي في عام 2008، ووصف بـ«العضو المتحمس في اللجنة الثلاثية» في عام 2002.
- داون فاريل، الرئيسة والمديرة التنفيذية لشركة ترانس ألتا.[9]
- ديانا فاريل، الرئيسة والمديرة التنفيذية السابقة لمعهد جي بي مورغان، والرئيسة السابقة لمعهد ماكينزي العالمي، ونائب المدير السابق للمجلس الاقتصادي الوطني الأمريكي.
- لورانس «لاري» فينك، عضو مجلس العلاقات الخارجية، والمدير التنفيذي لشركة بلاك روك منذ عام 1988، وعضو مجلس أمناء المنتدى الاقتصادي العالمي.
- جورج س. فرانكلين، المدير التنفيذي لمجلس العلاقات الخارجية (1953-1971).
- ريتشارد غاردنر، أستاذ القانون في جامعة كولومبيا، وسفير الولايات المتحدة إلى إسبانيا (1993-1997)، وسفير الولايات المتحدة إلى إيطاليا (1977-1981).
- ديفيد غيرغن، أستاذ في كلية كينيدي بجامعة هارفرد، ومستشار لكل من نيكسون وفورد وريغان وكلينتون، ومعلق لشبكة سي إن إن.
- جيمي س. غورليك، شريكة في شركة ويلمرهيل، ونائب المدعي العام للولايات المتحدة (1994-1997)، ومستشارة عامة لوزارة الدفاع (1993-1994)، ودافعت عن شركة بي بّي بعد التسرب النفطي في عام 2010، وهي عضو في لجنة أحداث الحادي عشر من سبتمبر، وعضو في مجلس إدارة شركة أمازون.[12][13]
- دونالد إ. غراهام، رئيس مجلس إدارة شركة غراهام القابضة منذ عام 2013، وناشر في صحيفة واشنطن بوست (1979-2000)، وعضو في مجلس جائزة بوليتزر (1999-2008)، وعضو في مجلس إدارة شركة فيسبوك (2009-2015)، ومشارك في اجتماعات مجموعة بيلدربيرغ في عام 2009 وعام 2010.
- كيلي غراير، رئيسة وشريكة إدارية سابقة في شركة إي واي بالولايات المتحدة.
- جين هارمان، عضو سابق في مجلس النواب الأمريكي، والرئيسة الفخرية لمركز وودرو ويلسون.
- ليندا هازنفراتز، المديرة التنفيذية لشركة لينامار.
- أنيكن هاوغلي، المديرة العامة السابق للرابطة النرويجية للنفط والغاز، ووزيرة العمل والشؤون الاجتماعية السابقة في النرويج.
- كيري هيلي، رئيسة مركز ميلكن لتعزيز الحلم الأمريكي، والنائب السابق لحاكم ولاية ماساتشوستس.
- مارلين أ. هيوسون، الرئيسة والمديرة التنفيذية السابقة لشركة لوكهيد مارتن.
- فيونا هيل، الكاتبة في مجلة ذا غلوبليست والمديرة السابقة للشؤون الأوروبية والروسية في مجلس الأمن القومي.
- كارلا أندرسون هيلز، الرئيسة المشاركة لمجلس العلاقات الخارجية (2007-2017)، ووزير الإسكان والتنمية الحضرية الأمريكي (1975-1977)، والممثل التجاري الأمريكي (1989-1993).
- ميلودي هوبسون، المديرة التنفيذية المشاركة ورئيسة شركة أرييل للاستثمارات.
- جيردا هولزينغر-بورغستالر، الرئيسة التنفيذية لبنك إيرستيه في النمسا.
- كارين إليوت هاوس، ناشرة سابقة في صحيفة وول ستريت جورنال، ونائبة سابقة لرئيس شركة داو جونز.
- كريستوفر ب. هاورد، رئيس جامعة روبرت موريس منذ عام 2016، وعضو في مجلس العلاقات الخارجية، والحائز على منحة رودس، والعضو في مجلس الإشراف بجامعة هارفرد، والعضو في مجموعة آسبن الإستراتيجية.
- فيفيان هنت، سيدة أعمال بريطانية، وشريكة إدارية في شركة ماكينزي بلندن.
- صامويل ب. هنتنغتون، المدير السابق لمركز هارفارد للشؤون الدولية، ومنسق التخطيط الأمني السابق في البيت الأبيض التابع لمجلس الأمن القومي الأمريكي.
- ديفيد إغناتيوس، صحفي في واشنطن بوست، ومؤلف كتاب جسد الأكاذيب، وعضو في مجموعة آسبن الإستراتيجية.
- كين جاستر، سفير الولايات المتحدة في الهند.
- جولييت كايم، محاضرة في السياسة العامة بكلية جي إف كي للحكومة بجامعة هارفرد، ومساعدة سابقة لوزير الأمن الداخلي الأمريكي.
- جون كينغمان، رجل أعمال بريطاني، ورئيس مجلس إدارة شركة ليغال أند جنرال.
- هنري كيسنجر، الحاصل على وسام القديس ميخائيل والقديس جرجس، مستشار الأمن القومي (1969-1975)، ووزير الخارجية الأمريكي (1973-1977)، والرئيس الأول للجنة أحداث الحادي عشر من سبتمبر خلال الفترة من نوفمبر إلى ديسمبر عام 2002، ومؤلف مذكرة إن إس إس 200، وعضو في اجتماعات بيلدربيرغ، موضوع كتاب «محاكمة هنري كيسنجر»، وهو مرشد كلاوس شواب، وعضو في المجلس الأطلسي.
- ماكس كونستام، عضو في مركز السياسة الأوروبية.

## نظرية المؤامرة
يرى أصحاب نظرية المؤامرة أن هذه اللجنة أحد أهم أدوات الماسونية العالمية والتكتلات المصرفية الكبرى لإدارة العالم والسيطرة عليه وفق نتيجة تصبو إلى حكومة عالمية مفترضة.[بحاجة إلى مصدر]

## مزيد من القراءة
- Brzezinski, Zbigniew (October 1970). "America and Europe". Foreign Affairs
- Brzezinski, Zbigniew (1970). Between two ages; America's role in the technetronic era.
- Crozier, Michel; Huntington, Samuel; Watanuki, Joji (1975). The Crisis of Democracy: Report on the Governability of Democracies to the Trilateral Commission
- Gill, Stephen (1991). American Hegemony and the Trilateral Commission
- Kay, Jonathan (17 May 2011). Among the Truthers: A Journey Through America's Growing Conspiracist Underground
- Rockefeller, David (1980). Memoirs.
- Sklar (ed.), Holly (17 November 2011). Trilateralism: The Trilateral Commission and Elite Planning for World Management

## وصلات خارجية
- الموقع الرسمي للجنة الثلاثية